# Curcuma rubescens
Curcuma rubescens är en enhjärtbladig växtart som beskrevs av William Roxburgh. Curcuma rubescens ingår i släktet Curcuma och familjen Zingiberaceae. Inga underarter finns listade i Catalogue of Life.